# Cat Scratch Fever
Cat Scratch Fever je třetí sólové studiové album amerického hard rockového hudebníka Teda Nugenta, vydané v roce 1977. Album produkovali Tom Werman, Cliff Davies a Lew Futterman a vyšlo u Epic Records. Z tohoto alba pochází i jeho největší hit Cat Scratch Fever.

## Seznam skladeb
| Pořadí | Název                       | Délka |
| ------ | --------------------------- | ----- |
| 1.     | Cat Scratch Fever           | 3:41  |
| 2.     | Wang Dang Sweet Poontang    | 3:17  |
| 3.     | Death By Misadventure       | 3:31  |
| 4.     | Live It Up                  | 4:02  |
| 5.     | Home Bound (instrumentální) | 4:43  |
| 6.     | Workin' Hard, Playin' Hard  | 5:44  |
| 7.     | Sweet Sally                 | 2:34  |
| 8.     | A Thousand Knives           | 4:48  |
| 9.     | Fist Fightin' Son of a Gun  | 2:51  |
| 10.    | Out of Control              | 3:27  |

| Bonusy na reedici v roce 1999 | Bonusy na reedici v roce 1999   | Bonusy na reedici v roce 1999 |
| Pořadí                        | Název                           | Délka                         |
| ----------------------------- | ------------------------------- | ----------------------------- |
| 11.                           | Cat Scratch Fever (live)        | 4:52                          |
| 12.                           | Wang Dang Sweet Poontang (live) | 5:44                          |

## Sestava
- Ted Nugent - kytara, baskytara, zpěv, perkuse
- Alan Spenner - doprovodný zpěv
- Boz Burrell - doprovodný zpěv
- Cliff Davies - bicí, zpěv, doprovodný zpěv
- Derek St. Holmes - kytara, zpěv, doprovodný zpěv
- Montego Joe - perkuse
- Rob Grange - baskytara
- Rory Dodd - zpěv, doprovodný zpěv
- Tom Werman - perkuse, doprovodný zpěv